# NGC 4849
NGC 4849 is een lensvormig sterrenstelsel in het sterrenbeeld Hoofdhaar. Het hemelobject werd op 4 maart 1867 ontdekt door de Duits-Deense astronoom Heinrich Louis d'Arrest.

## Synoniemen
- IC 3935
- UGC 8086
- MCG 5-31-44
- ZWG 160.56
- PGC 44424